# Pfarrkirche Dechantskirchen

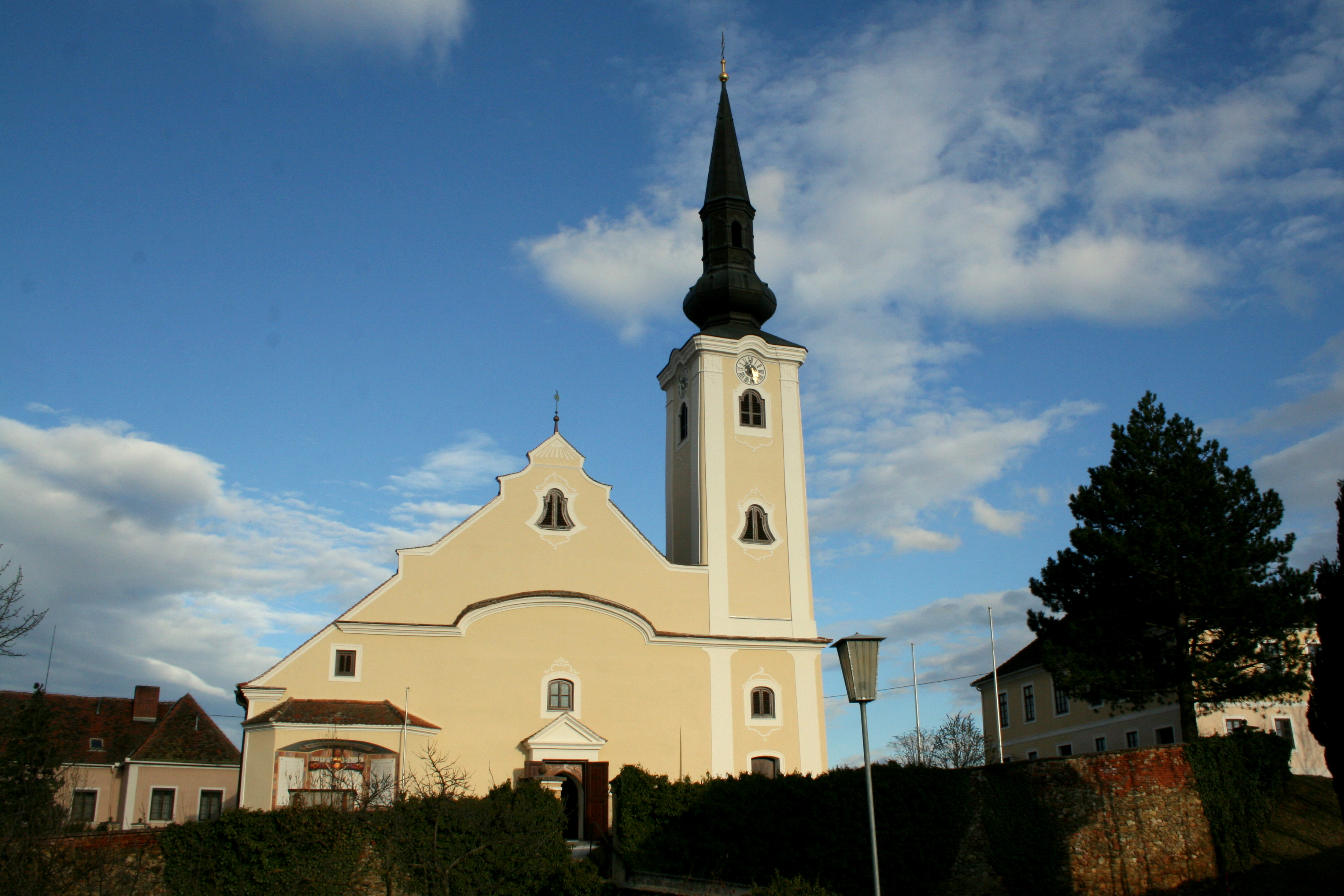
Kath. Pfarrkirche hl. Stefan in Dechantskirchen

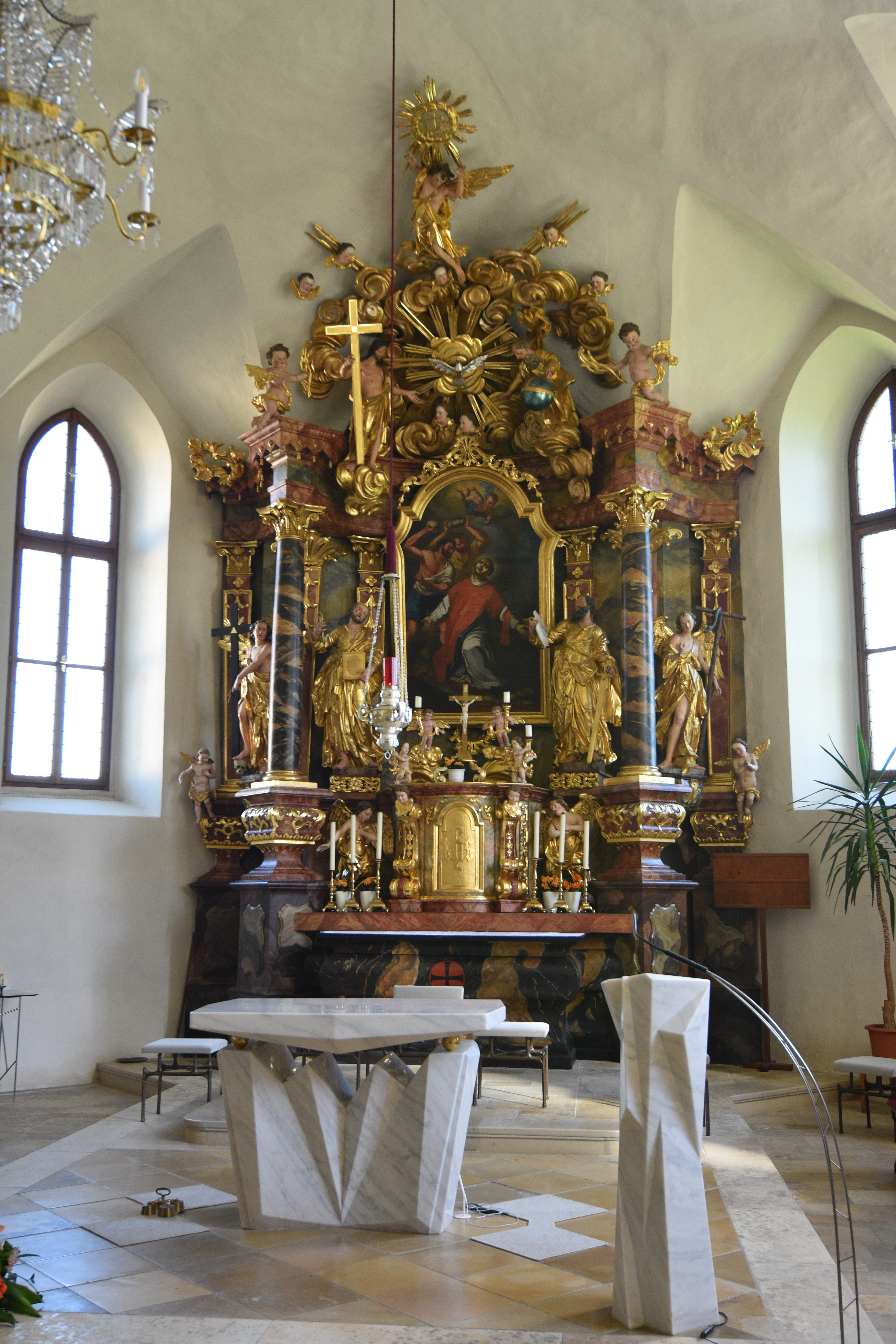
Der Altar

Die römisch-katholische Pfarrkirche Dechantskirchen steht im Ort Dechantskirchen in der Gemeinde Dechantskirchen im Bezirk Hartberg-Fürstenfeld in der Steiermark. Die dem heiligen Stefan geweihte Kirche – dem Stift Vorau inkorporiert – gehört zum Dekanat Vorau in der Diözese Graz-Seckau. Die Kirche und der ehemalige Friedhof stehen unter Denkmalschutz.

## Geschichte
Die Kirche wurde vor 1155 vom Archidiakon Otakar von Fischau in einem noch unbesiedelten Wald gegründet. Für 1161 ist eine Pfarrkirche genannt, welche 1163 dem Stift Vorau inkorporiert wurde. Der romanische Kirchenbau ist nicht erhalten. Die heutige spätgotische Kirche entstand um 1500 und wurde spätbarock erweitert. 1959 war eine Gesamtrestaurierung.